# Пряжівська сільська рада
Пряжівська сільська рада — колишня адміністративно-територіальна одиниця та орган місцевого самоврядування у Коднянському, Іванківському, Житомирському районах та Житомирській міській раді Волинської округи, Київської та Житомирської областей УРСР з адміністративним центром у с. Пряжів.

## Населені пункти
Сільській раді на момент ліквідації були підпорядковані населені пункти:
- с. Пряжів.

## Населення
Кількість населення ради, станом на 1923 рік, становила 958 осіб, кількість дворів — 197.

## Історія та адміністративний устрій
Утворена 1923 року в селі Пряжів Коднянської волості Житомирського повіту. 7 березня 1923 року увійшла до складу новоствореного Солотвинського (згодом — Коднянський) району. 27 червня 1925 року сільську раду було передано до складу Левківського (згодом — Іванківський) району. 3 вересня 1930 року, відповідно до постанови ВУЦВК та РНК УРСР, в зв'язку з ліквідацією Іванківського району, увійшла до складу Житомирської міської ради. 14 травня 1939 року, указом Президії Верховної ради УРСР «Про утворення Житомирського сільського району Житомирської області», сільраду було включено до складу новоствореного Житомирського району. Станом на 1 жовтня 1941 року в складі сільської ради, як окремий населений пункт, рахувалась залізнична станція Пряжів.
Станом на 1 вересня 1946 року сільська рада входила до складу Житомирського району Житомирської області, на обліку в раді перебувало с. Пряжів.
Ліквідована 11 серпня 1954 року, відповідно до указу Президії ВР УРСР «Про укрупнення сільських рад по Житомирській області», територію (с. Пряжів) включено до складу Сінгурівської сільської ради Житомирського району.